# A Tennessee Love Story
A Tennessee Love Story è un cortometraggio muto del 1911 scritto e diretto da Joseph A. Golden.

## Produzione
Il film fu prodotto dalla Selig Polyscope Company.

## Distribuzione
Distribuito dalla General Film Company, il film - un cortometraggio in una bobina - uscì nelle sale cinematografiche statunitensi il 7 settembre 1911.